# Yrjö Wiherheimo
Yrjö Vidor Wiherheimo, född 8 november 1941 i Helsingfors, är en finländsk möbelformgivare, inredningsarkitekt och industridesigner.
Wiherheimo var en av det sena 1960-talets unga radikala möbelformgivare i Finland och uppmärksammades tillsammans med Simo Heikkilä för en serie minimalistiska karmstolar. Han inspirerades av Gerrit Rietvelda stil, vilken han kombinerade med Bauhausskolans böjda stålrör och utvecklade en egen finländsk nyenkel stil. Han var professor i möbelformgivning vid Statens høyskole for kunsthåndverk og design i Bergen 1987–1989. Han har bland annat utfört inredningen till Tammerfors konsert- och kongresshall (1988–1989, tillsammans med Heikkilä).